# Wolfgang Dreßen
Wolfgang Dreßen (* 1942 in Düsseldorf) ist ein deutscher Historiker, Politikwissenschaftler und Ausstellungsmacher.

## Leben
Nach dem Abitur 1964 am Gymnasium am Moltkeplatz in Krefeld absolvierte Wolfgang Dreßen ein Philosophie- und ein Geschichtsstudium in Tübingen und West-Berlin. In Tübingen war er bei den linksradikalen Situationisten engagiert, in West-Berlin gehörte er dem undogmatischen Flügel des Sozialistischen Deutschen Studentenbundes an. Von 1968 an arbeitete Dreßen als Lektor beim Verlag Klaus Wagenbach, wo er die Reihe Politik und vor der Abspaltung die Rotbücher betreute. Daneben arbeitete er bei der anarchistisch-libertären Zeitschrift Agit 883. 1982 promovierte er mit der Arbeit Die pädagogische Maschine : zur Geschichte des industrialisierten Bewusstseins in Preussen/Deutschland bei Jacob Taubes in West-Berlin.
In den 1980er-Jahren war Wolfgang Dreßen beim Museumspädagogischen Dienst Berlin tätig. Ferner war er Mitherausgeber der Zeitschrift Niemandsland . Von 1994 bis 2008 war er als Professor Leiter der Arbeitsstelle Neonazismus an der Fachhochschule Düsseldorf. Er organisierte Ausstellungen unter anderem über die Arisierung Deutschlands während der Zeit des Dritten Reiches, über den Konflikt zwischen Juden und Palästinensern in Israel sowie eine Ausstellung über den mittelalterlichen Orient anhand einer Geschichte über eine Diplomatenreise im Auftrag Karls des Großen. Wolfgang Dreßen war Landesvorstandsmitglied der Partei Die Linke in Nordrhein-Westfalen. Er ist Mitglied im Beirat des Internetprojektes Informationen zur deutschen Außenpolitik und im wissenschaftlichen Beirat der Bildungsgemeinschaft SALZ.

## Veröffentlichungen (Auswahl)
- Antiautoritäres Lager und Anarchismus. Ein Lesebuch mit Texten von Michail Bakunin [u. a.] Hrsg. Wolfgang Dressen. Wagenbach, Berlin 1968.
- Gegen die Psychiatrie. Berlin: Wagenbach 1972
- Politische Prozesse ohne Verteidigung? Berlin: Wagenbach 1976
- Linker Konservativismus? Berlin: Ästhetik und Kommunikation-Verlag 1979
- Die pädagogische Maschine. Frankfurt/M. : Ullstein 1982 (Dissertation)
- zusammen mit Annegret Ehmann: Jüdisches Leben. Berlin: Verlag Ästhetik und Kommunikation 1985
- Betrifft: "Aktion 3" : Deutsche verwerten jüdische Nachbarn – Dokumente zur Arisierung. Ausgewählt und kommentiert von Wolfgang Dreßen. Katalog zur gleichnamigen Ausstellung im Stadtmuseum Düsseldorf, 29.10.1998 – 10.1.1999. Hrsg. Stadtmuseum Düsseldorf. Aufbau Verlag, Berlin 1998. ISBN 3-351-02487-8.
- Gesetz und Gewalt. Berlin 1848. Revolution als Ordnungsmacht, Berlin : Aufbau-Taschenbuch-Verlag 1999, ISBN 978-3-7466-8038-5.

## Sonstiges
Michael Verhoeven drehte unter Mitwirkung von Dreßen den Dokumentarfilm Menschliches Versagen über Arisierungsmaßnahmen und die Verwicklung deutscher Finanzbehörden darin, der 2008 Premiere im SWDR hatte. In dem Film wird unter vielem beschrieben, dass die Oberfinanzdirektionen Düsseldorf und Köln noch Anfang der Jahre 1990er Jahre behaupteten, keine Akten mehr über Arisierungsvorgänge zu besitzen. Damit sollte eine Aufklärung über die Arisierungsmaßnahmen verhindert werden. Im Fall Köln sorgte eine anonyme Tipgeberin dafür, dass Dreßen das Versteck von 20.000 Arisierungakten fand.